# Zatoka Królowej Charlotty (Nowa Zelandia)
Zatoka Królowej Charlotty (ang. Queen Charlotte Sound, maor. Totaranui) – zatoka Oceanu Spokojnego, będąca częścią Cieśniny Cooka, położona u północno-wschodnich wybrzeży Wyspy Południowej. Ma 45 km długości. U wejścia do zatoki znajduje się wyspa Arapawa. Na południowo-wschodnim wybrzeżu zatoki leżą miasta Picton i Anakiwa. Została nazwana w 1770 roku przez Jamesa Cooka na cześć Zofii Charlotty z Meklemburgii-Strelitz. Do zatoki nie wpływają większe rzeki, chociaż uchodzą do niej małe strumienie. Po osiedleniu się Europejczyków i wycięciu lasów w XIX wieku, znacząca erozja spowodowała nagromadzenie osadów na dnie morskim. Większość dna zatoki jest płaska i pokryta mułowymi osadami, z kilkoma obszarami piasku, jednak w zewnętrznej części zatoki, w pobliżu Cieśniny Cooka, znajdują się obszary skalistych raf i grzbietów.